# Maesa
Sous-famille
Genre
Maesa est un genre de plantes à fleurs appartenant à la famille des Primulaceae. 

## Liste des espèces et variétés
Selon BioLib (24 juillet 2017) :
- Maesa argentea (Wall.) A. DC.
- Maesa carolinensis Mez
- Maesa chisia Buch.-Ham. ex D. Don
- Maesa japonica Moritzi & Zoll.
- Maesa lanceolata Forssk.
- Maesa macrophylla Wall. ex E. D. Clarke
- Maesa montana A. DC.
- Maesa perlarius (Lour.) Merr.
- Maesa rugosa C. B. Clarke

Selon Catalogue of Life (24 juillet 2017) :
- Maesa acuminatissima Merr.
- Maesa alnifolia Harv.
- Maesa ambigua C.Y. Wu & C. Chen
- Maesa ambrymensis Guillaumin
- Maesa amplexicaulis Utteridge
- Maesa andamanica Kurz
- Maesa aneiteensis Mez
- Maesa arborea Ridl.
- Maesa argentea (Wall.) A. DC.
- Maesa argyrophylla K. Larsen & C.M. Hu
- Maesa arunachalensis G.S. Giri, S.K. Das & M.P. Nayar
- Maesa aubertii Guillaumin
- Maesa augustini (Nakai) Tuyama
- Maesa balansae Mez
- Maesa banksiana Guillaumin
- Maesa beamanii T.M.A. Utteridge
- Maesa bengalensis Mez
- Maesa bennettii Mez
- Maesa bismarckiana Mez
- Maesa brevipaniculata (C.Y. Wu & C. Chen) Pipoly & C. Chen
- Maesa calcarea H. Sleumer
- Maesa calophylla Pit.
- Maesa cambodiana C.M. Hu & J.E. Vidal
- Maesa canfieldiae F.R. Fosberg & M.-H. Sachet
- Maesa carolinensis Mez
- Maesa cauliflora Kanehira & Hatusima
- Maesa cavinervis C. Chen
- Maesa chisia Buch.-Ham. ex D. Don
- Maesa clementis Merr.
- Maesa conferta Merr.
- Maesa confusa (C.M. Hu) Pipoly & C. Chen
- Maesa consanguinea Merr.
- Maesa corneri H. Sleumer
- Maesa corylifolia A. Gray
- Maesa cumingii Mez
- Maesa davaensis Quisumb.
- Maesa decidua Philipson
- Maesa decipiens Utteridge
- Maesa densistriata C. Chen & C.M. Hu
- Maesa denticulata Mez
- Maesa dependens F. Muell.
- Maesa dubia (Wall.) C. B. Cl.
- Maesa eramangensis Mez
- Maesa ferruginea Merr.
- Maesa fruticosa L. S. Gibbs
- Maesa gaudichaudii A. DC.
- Maesa glomerata K. Larsen & C.M. Hu
- Maesa gracilis Utteridge
- Maesa grandiflora Mez
- Maesa haenkeana Mez
- Maesa haplobotrys F. Muell.
- Maesa hooglandii H. Sleumer
- Maesa hupehensis Rehder
- Maesa ilicifolia Ridl.
- Maesa impressinervis King & Gamble
- Maesa indica (Roxb.) A. DC.
- Maesa insignis Chun
- Maesa insularis Gillespie
- Maesa integrifolia Ridl.
- Maesa jaffrei M. Schmid
- Maesa japonica (Thunb.) Moritzi & Zoll.
- Maesa junghuhniana Scheff.
- Maesa kamerunensis Mez
- Maesa kanjilalii N.C. Majumdar & G.S. Giri
- Maesa kerrii C.M. Hu & J.E. Vidal
- Maesa kivuensis A. Taton
- Maesa kurzii Mez
- Maesa laevis C.M. Hu & E. Vidal
- Maesa lanceolata Forssk.
- Maesa lancifolia Ridl.
- Maesa lanyuensis Yuen P. Yang
- Maesa latifolia (BI.) DC.
- Maesa laxiflora Pit.
- Maesa leucocarpa Bl. ex Scheff.
- Maesa lineolata Fletcher
- Maesa lobuligera Mez
- Maesa loloruensis H. Sleumer
- Maesa longilanceolata C. Chen
- Maesa lorentziana Mez
- Maesa macilenta E. Walker
- Maesa macilentoides C. Chen
- Maesa macrocarpa Scheff.
- Maesa macrophylla Wall. ex Roxb.
- Maesa macrosepala Pit.
- Maesa macrothyrsa Miq.
- Maesa manillensis Mez
- Maesa manipurensis Mez
- Maesa marioniae Merr.
- Maesa martiana Mez
- Maesa maxima Mez
- Maesa megalobotrya Merr.
- Maesa megaphylla Merr.
- Maesa megistophylla Utteridge
- Maesa membranacea A. DC.
- Maesa montana A. DC.
- Maesa montis-wilhelmi P. van Royen
- Maesa muelleri Mez
- Maesa muscosa Kurz
- Maesa naumanniana Mez
- Maesa nayarii G.S. Giri & S.K. Das
- Maesa nemoralis (Forst.) DC.
- Maesa novocaledonica Mez
- Maesa novoguineensis Scheff.
- Maesa nuda Hutchinson & Dalziel
- Maesa oligotricha Merr.
- Maesa ovocarpa Ridl.
- Maesa palauensis Mez
- Maesa paniculata Wall. ex A. DC.
- Maesa papuana Warb.
- Maesa parvifolia A. DC.
- Maesa perlarius (Lour.) Merr.
- Maesa permollis Kurz
- Maesa persicifolia A. Gray
- Maesa pickeringii A. Gray
- Maesa pipericarpa Mez
- Maesa pisocarpa Bl. ex Scheff.
- Maesa platyphylla Elmer
- Maesa populifolia Mez
- Maesa procera B.C. Stone
- Maesa procumbens T.M.A. Utteridge
- Maesa protracta F. Muell.
- Maesa pubescens G. Don
- Maesa pulchella Fawc.
- Maesa purpureohirsuta Kanehira & Hatusima
- Maesa ramentacea (Roxb.) A. DC.
- Maesa reflexa T.M.A. Utteridge & R.M.K. Saunders
- Maesa regia H. Sleumer
- Maesa reticulata C.Y. Wu
- Maesa rheophytica H. Sleumer
- Maesa robinsonii Merr.
- Maesa rubiginosa Bl. ex Scheff
- Maesa rufo-villosa Mez
- Maesa rugosa C. B. Cl.
- Maesa salicifolia E. Walker
- Maesa samoana Mez
- Maesa sarasinii Mez
- Maesa sayersii H. Sleumer
- Maesa serpentinopicta Mez
- Maesa spectabilis H. Sleumer
- Maesa stonei Utteridge & R.M.K.Saunders
- Maesa striata Mez
- Maesa striatocarpa C. Chen
- Maesa subdentata A. DC.
- Maesa tabacifolia Mez
- Maesa tenuifolia Mez
- Maesa tetrandra (Roxb.) DC.
- Maesa tomentella Mez
- Maesa tongensis Mez
- Maesa truncata Sastry
- Maesa villosa Mez
- Maesa virgata (BI.) DC.
- Maesa vitiensis Seem.
- Maesa walkeri F. R. Fosberg & M.-H. Sachet
- Maesa warburgii Mez
- Maesa wardii M.P. Nayar & G.S. Giri
- Maesa welwitschii Gilg
- Maesa ziroensis G.S. Giri & G.D. Pal

Selon GRIN (24 juillet 2017) :
- Maesa chisia Buch.-Ham. ex D. Don
- Maesa indica (Roxb.) A. DC.
- Maesa japonica Moritzi & Zoll.
- Maesa lanceolata Forssk.
- Maesa macrophylla (Wall.) A. DC.
- Maesa montana A. DC.
- Maesa perlarius (Lour.) Merr.
- Maesa rugosa C. B. Clarke

Selon ITIS (24 juillet 2017) :
- Maesa carolinensis Mez

Selon NCBI (24 juillet 2017) :
- Maesa argentea
- Maesa dependens
- Maesa indica
- Maesa japonica
- Maesa lanceolata
- Maesa montana
- Maesa myrsinoides
- Maesa perlaria
  - variété Maesa perlaria var. formosana
- Maesa permollis
- Maesa ramentacea
- Maesa salicifolia
- Maesa tenera
- Maesa ternata

Selon The Plant List (24 juillet 2017) :
- Maesa acuminatissima Merr.
- Maesa alnifolia Harv.
- Maesa ambigua C.Y. Wu & C. Chen
- Maesa argentea (Wall.) A. DC.
- Maesa augustini (Nakai) Tuyama
- Maesa brevipaniculata (C.Y. Wu & C. Chen) Pipoly & C. Chen
- Maesa cavinervis C. Chen
- Maesa chisia Buch.-Ham. ex D. Don
- Maesa confusa (C.M. Hu) Pipoly & C. Chen
- Maesa consanguinea Merr.
- Maesa densistriata C. Chen & C.M. Hu
- Maesa hupehensis Rehder
- Maesa indica (Roxb.) A. DC.
- Maesa insignis Chun
- Maesa japonica (Thunb.) Moritzi & Zoll.
- Maesa kamerunensis Mez
- Maesa kivuensis Taton
- Maesa lanceolata Forssk.
- Maesa lanyuensis Yuen P. Yang
- Maesa longilanceolata C. Chen
- Maesa macilenta E. Walker
- Maesa macilentoides C. Chen
- Maesa manipurensis Mez
- Maesa marioniae Merr.
- Maesa membranacea A. DC.
- Maesa montana A. DC.
- Maesa nemoralis (J.R. Forst. & G. Forst.) A. DC.
- Maesa nuda Hutch. & Dalziel
- Maesa parvifolia A. DC.
- Maesa perlaria (Lour.) Merr.
- Maesa permollis Kurz
- Maesa ramentacea (Roxb.) A. DC.
- Maesa reticulata C.Y. Wu
- Maesa rugosa C.B. Clarke
- Maesa salicifolia E. Walker
- Maesa striatocarpa C. Chen
- Maesa tenera Mez
- Maesa vestita Jacq.-Fél.
- Maesa welwitschii Gilg

Selon Tropicos (24 juillet 2017) (Attention liste brute contenant possiblement des synonymes) :
- Maesa acuminata A. DC.
- Maesa acuminatissima Merr.
- Maesa alnifolia Harv.
- Maesa ambigua C.Y. Wu & C. Chen
- Maesa amboinensis Scheff.
- Maesa ambrymensis Guillaumin
- Maesa amplexicaulis Utteridge
- Maesa andamanica Kurz
- Maesa aneiteensis Mez
- Maesa angolensis Gilg
- Maesa angustifolia A. DC.
- Maesa arabica J.F. Gmel.
- Maesa arborea Ridl.
- Maesa argentea (Wall.) A. DC.
- Maesa argyrophylla K. Larsen & C.M. Hu
- Maesa arunachalensis G.S. Giri, S.K. Das & M.P. Nayar
- Maesa aubertii Guillaumin
- Maesa augustini (Nakai) Tuyama
- Maesa aurea H. Lév.
- Maesa baeobotrys Schult.
- Maesa balansae Mez
- Maesa banksiana Guillaumin
- Maesa beamanii Utteridge
- Maesa bengalensis Mez
- Maesa bennettii Mez
- Maesa bequaerti De Wild.
- Maesa bismarckiana Mez
- Maesa blinii H. Lév.
- Maesa blumei D. Don
- Maesa bodinieri H. Lév. & Blin.
- Maesa boni A. DC.
- Maesa borjeana Henriq.
- Maesa brachybotrya Miq.
- Maesa brevipaniculata (C.Y. Wu & C. Chen) Pipoly & C. Chen
- Maesa brunnea Merr.
- Maesa butaguensis De Wild.
- Maesa calcarea Sleumer
- Maesa calophylla Pit.
- Maesa cambodiana C.M. Hu & J.E. Vidal
- Maesa camptobotrys K. Schum.
- Maesa canarana Miq. ex Hook. f.
- Maesa canfieldiae Fosberg & Sachet
- Maesa carolinensis Mez
- Maesa castaneifolia Mez
- Maesa cauliflora Kaneh. & Hatus.
- Maesa cavaleriei H. Lév.
- Maesa cavinervis C. Chen
- Maesa celebica Koord.
- Maesa chisia Buch.-Ham. ex D. Don
- Maesa clementis Merr.
- Maesa conferta Merr.
- Maesa confusa (C.M. Hu) Pipoly & C. Chen
- Maesa consanguinea Merr.
- Maesa cordifolia Baker
- Maesa coriacea Champ. ex Benth.
- Maesa corneri Sleumer
- Maesa corylifolia A. Gray
- Maesa costulata Miq.
- Maesa cotinoides S. Moore
- Maesa crenata Fletcher
- Maesa cumingii Mez
- Maesa davaensis Quisumb.
- Maesa decidua Philipson
- Maesa decipiens Utteridge
- Maesa densiflora Gillespie
- Maesa densistriata C. Chen & C.M. Hu
- Maesa denticulata Mez
- Maesa depauperata Diels
- Maesa dependens F. Muell.
- Maesa dioica A. DC.
- Maesa djalonis A. Chev.
- Maesa doraena Blume ex Siebold & Zucc.
- Maesa dubia C.B. Clarke
- Maesa dunniana H. Lév.
- Maesa eastaneifolia Mez
- Maesa echinotricha Mez
- Maesa edulis C.T. White
- Maesa efatensis Guillaumin
- Maesa elmeri Mez
- Maesa elongata Mez
- Maesa embelioides Elmer
- Maesa emirnensis A. DC.
- Maesa eramangensis Mez
- Maesa esquirolii H. Lév.
- Maesa ferruginea Merr.
- Maesa floribunda Scheff.
- Maesa forbesii Mez
- Maesa formosana Mez
- Maesa fruticosa Gibbs
- Maesa fulvinervis A. DC.
- Maesa gaudichaudii A. DC.
- Maesa glabra A. DC.
- Maesa glomerata K. Larsen & C.M. Hu
- Maesa gracilis Benth.
- Maesa grandiflora Mez
- Maesa grandifolia Miq.
- Maesa grandis Gillespie
- Maesa grossedentata Mez
- Maesa haenkeana Mez
- Maesa haplobotrys F. Muell.
- Maesa henryi H.H. Hu
- Maesa hirsuta E. Walker
- Maesa hirtella Miq.
- Maesa hooglandii Sleumer
- Maesa hornsheimiana Warb.
- Maesa hupehensis Rehder
- Maesa ilicifolia Ridl.
- Maesa impressinervis King & Gamble
- Maesa inculticola Utteridge
- Maesa indica (Roxb.) A. DC.
- Maesa insignis Chun
- Maesa insularis Gillespie
- Maesa integrifolia Ridl.
- Maesa irosinensis Elmer ex Merr.
- Maesa japonica (Thunb.) Moritzi & Zoll.
- Maesa junghuhniana Scheff.
- Maesa kamerunensis Mez
- Maesa kanjilalii Majumdar & G.S. Giri
- Maesa kerrii C.M. Hu & J.E. Vidal
- Maesa kivuensis Taton
- Maesa klossii S. Moore
- Maesa korthalsiana Scheff.
- Maesa kurzii Mez
- Maesa labordei H. Lév.
- Maesa laevigata Scheff.
- Maesa laevis C.M. Hu & J.E. Vidal
- Maesa lanceolata Forssk.
- Maesa lancifolia Ridl.
- Maesa lanyuensis Y.P. Yang
- Maesa latifolia A. DC.
- Maesa laxa Mez
- Maesa laxiflora Pit.
- Maesa lenticellata Gillespie
- Maesa leptobotrya Hance
- Maesa leucocarpa Blume ex Scheff.
- Maesa lineata Mez
- Maesa lineolata Fletcher
- Maesa lobuligera Mez
- Maesa loloruensis Sleumer
- Maesa longilanceolata C. Chen
- Maesa longipetiolata Merr.
- Maesa loranthifolia Mez
- Maesa lorentziana Mez
- Maesa lutea A. DC.
- Maesa macilenta E. Walker
- Maesa macilentoides C. Chen
- Maesa macrocarpa Scheff.
- Maesa macrophylla A. DC.
- Maesa macrothyrsa Miq.
- Maesa manillensis Mez
- Maesa manipurensis Mez
- Maesa marioniae Merr.
- Maesa martiana Mez
- Maesa martinii H. Lév.
- Maesa maxima Mez
- Maesa megalobotrya Merr.
- Maesa megaphylla Merr.
- Maesa membranacea A. DC.
- Maesa membranifolia Mez
- Maesa mentzelii Gilg & G. Schellenb.
- Maesa mildbraedii Gilg & G. Schellenb.
- Maesa missionis A. DC.
- Maesa mollis A. DC.
- Maesa mollissima A. DC.
- Maesa montana A. DC.
- Maesa montiswilhelmi P. Royen
- Maesa muelleri Mez
- Maesa muscosa A. DC.
- Maesa myrsinoides H. Lév.
- Maesa naumanniana Mez
- Maesa nayarii G.S. Giri & S.K. Das
- Maesa nemoralis (J.R. Forst. & G. Forst.) A. DC.
- Maesa neocoriacea Bennet
- Maesa neriifolia Gillespie
- Maesa novocaledonica Mez
- Maesa novoguineensis Scheff.
- Maesa nuda Hutch. & Dalziel
- Maesa oligodonta H. Lév.
- Maesa oligotricha Merr.
- Maesa oocarpa Ridl.
- Maesa ovata A. DC.
- Maesa ovocarpa Ridl.
- Maesa pachyphylla Merr.
- Maesa pahangiana King & Gamble
- Maesa palauensis Mez
- Maesa palustris Hochst.
- Maesa paniculata A. DC.
- Maesa papuana Warb.
- Maesa parksii Gillespie
- Maesa parviflora Scheff.
- Maesa parvifolia A. DC.
- Maesa pentecostes Guillaumin
- Maesa perakensis Ridl.
- Maesa perlaria (Lour.) Merr.
- Maesa permollis Kurz
- Maesa perrottetiana A. DC.
- Maesa persicaefolia A. Gray
- Maesa persicifolia A. Gray
- Maesa philippinensis Gand.
- Maesa pickeringii A. Gray
- Maesa picta Hochst.
- Maesa pipericarpa Mez
- Maesa piscatorum Mez
- Maesa pisocarpa Blume ex Scheff.
- Maesa platyphylla Elmer
- Maesa polyantha Scheff.
- Maesa polybotrya K. Schum.
- Maesa populifolia Mez
- Maesa procera B.C. Stone
- Maesa procumbens Utteridge
- Maesa prodigiosa C. Chen
- Maesa protracta F. Muell.
- Maesa pubescens G. Don
- Maesa pulchella Fawc.
- Maesa pullei Mez
- Maesa purpureohirsuta Kaneh. & Hatus.
- Maesa pyrifolia Miq.
- Maesa quintasii Gilg
- Maesa racemosa Mez
- Maesa ramentacea (Roxb.) A. DC.
- Maesa ramosii Quisumb. & Merr.
- Maesa randaiensis Hayata
- Maesa reflexa Utteridge & R.M.K. Saunders
- Maesa regia Sleumer
- Maesa reinwardtii Blume ex Scheff.
- Maesa reticulata C.Y. Wu
- Maesa rheophytica Sleumer
- Maesa robinsonii Merr.
- Maesa rubens S. Moore
- Maesa rubiginosa Blume ex Scheff.
- Maesa rufescens A. DC.
- Maesa ruficaulis S. Moore
- Maesa rufovelutina De Wild.
- Maesa rufovillosa Mez
- Maesa rugosa C.B. Clarke
- Maesa ruwenzoriensis De Wild.
- Maesa salicifolia E. Walker
- Maesa samoana Mez
- Maesa sarasinii Mez
- Maesa sayersii Sleumer
- Maesa scandens H. Lév.
- Maesa schweinfurthii Mez
- Maesa serpentinopicta Mez
- Maesa serratodentata De Wild.
- Maesa sinensis A. DC.
- Maesa singuliflora H. Lév.
- Maesa sogerensis S. Moore
- Maesa spectabilis Sleumer
- Maesa stenophylla A.C. Sm.
- Maesa stonei Utteridge & R.M.K. Saunders
- Maesa striata Mez
- Maesa striatocarpa C. Chen
- Maesa subcaudata Merr.
- Maesa subdentata A. DC.
- Maesa sublanceolata Fletcher
- Maesa subrotunda C.Y. Wu & C. Chen
- Maesa subsessilis Warb.
- Maesa sumatrana Scheff.
- Maesa tabacifolia Mez
- Maesa taiheizensis Sasaki
- Maesa tenera Mez
- Maesa tenuifolia Mez
- Maesa tetrandra A. DC.
- Maesa tomentella Mez
- Maesa tomentosa D. Don
- Maesa tongensis Mez
- Maesa tonkinensis Mez
- Maesa trichophlebia Baker
- Maesa truncata Sastry
- Maesa undulata Merr.
- Maesa velutina Kaneh. & Hatus.
- Maesa verrucosa Kurz
- Maesa vestita Jacq.-Fél.
- Maesa villosa Mez
- Maesa virgata A. DC.
- Maesa vitiensis Seem.
- Maesa walkeri Fosberg & Sachet
- Maesa warburgii Mez
- Maesa wardii M.P. Nayar & G.S. Giri
- Maesa warenensis Kaneh. & Hatus.
- Maesa welwitschii Gilg
- Maesa wilsonii Rehder
- Maesa zenkeri Gilg
- Maesa ziroensis G.S. Giri & G.D. Pal
- Maesa zollingeri Scheff.